# Spiegelei und Coca Cola
Spiegelei und Coca Cola (Originaltitel College) ist eine italienische Filmkomödie von 1984. Regie führten Franco Castellano und Giuseppe Moccia.

## Handlung
Arianna Silvestri ist eine reiche Erbin. Sie wird von ihren Erziehungsberechtigten auf ein Mädchencollege geschickt, um ihr Abitur zu machen. Das College befindet sich in der Nähe einer Kadettenanstalt für angehende Marineoffiziere. Der Kadett Marco Poggi und Arianna kommen sich näher. Nach vielen Verwechslungen und Missverständnissen werden die beiden ein Paar.

## Produktion
Drehbeginn des Filmes war 1983. Die Produktionsfirma war Clemi Cinematografica unter dem Produzenten Giovanni Di Clemente. Der Vertrieb lief über die italienische Titanus.

## Veröffentlichungen
Die Kinopremiere des Films fand am 1. September 1984 in Turin statt. In Deutschland kam der Film nicht in die Kinos. Seine Deutschlandpremiere im TV war am 13. September 1996 auf Kabel 1.

## Rezensionen
Der Film bekam überwiegend negative Kritiken. Zwar wurde die Musik mehrfach gelobt, aber das konnte die unmotivierten Schauspieler und die banale Handlung nicht aufwiegen. Die Zeitschrift TV-Today gab dem Film einen von drei möglichen Punkten und die Redaktion des Magazins Cinema drei von fünf möglichen Punkten. Laut Lexikon des internationalen Films handelt es sich um eine „[t]urbulente Teenagerkomödie“.